# Flecheiros
Flecheiros, ou Isolados do Jandiatuba, é um povos isolados da região rio Javari (atual TI do Vale do Javari) no oeste do estado brasileiro do Amazonas. Grupo de grande comunidade indígena caçador-coletor. Seu nome ambíguo significa simplesmente "atiradores de flechas".
O Vale do Javari é a reserva com a maior concentração de comunidades indígenas isoladas do mundo, que habitam a nascente dos rios Jandiatuba e Jutaí, na floresta montanhosa primária no extremo oeste brasileiro. A segunda maior terra indígena do Brasil, perdendo apenas para a Terra Indígena Ianomâmi.
Etnograficamente, o povo Flecheiro é semelhante ao povo Kanamarí, no entanto, segundo Scott Wallace (escritor e fotojornalista da revista National Geographic) foi observado um encontro entre Kanamarí e  Flecheiro, mostrando que os dois possuem idiomas diferentes, ainda desconhecida.
Além dos Flecheiros também fazem parte dos Isolados do Jandiatuba, na TI Vale do Javari próximo ao alto rio Jandiatuba, os 300 Capivara, os Barbados, etc (DAI/AMTB 2010.86).

## Na cultura popular
Os Flecheiros são o tema do livro The Unconquered: In Search of the Amazon's Last Uncontacted Tribes, do escritor Scott Wallace. A edição de 2011 da revista National Geographic e o livro "Além da Conquista" do jornalista Scott Wallace, publicado em português em 2013 pela editora Objetiva, detalham a expedição de dias em 2002, liderada pelo indigenista e etnólogo brasileiro Sydney Ferreira Possuelo, que buscava verificar os locais por onde os "flecheiros" transitavam nas terras demarcadas do Vale do Javari, para conseguir protegê-los.

## Ameaças
Em setembro de 2017, o governo brasileiro (Ministério Público Federal) investiga o um suposto massacre ocorrido contras os Flecheiros feito por garimpeiros na área criada para sua proteção. Os assassinatos foram descobertos porque os possíveis garimpeiros espalharam o feito na cidade de São Paulo de Olivença portando artefatos da tribo.